# Jonker Afrikaner

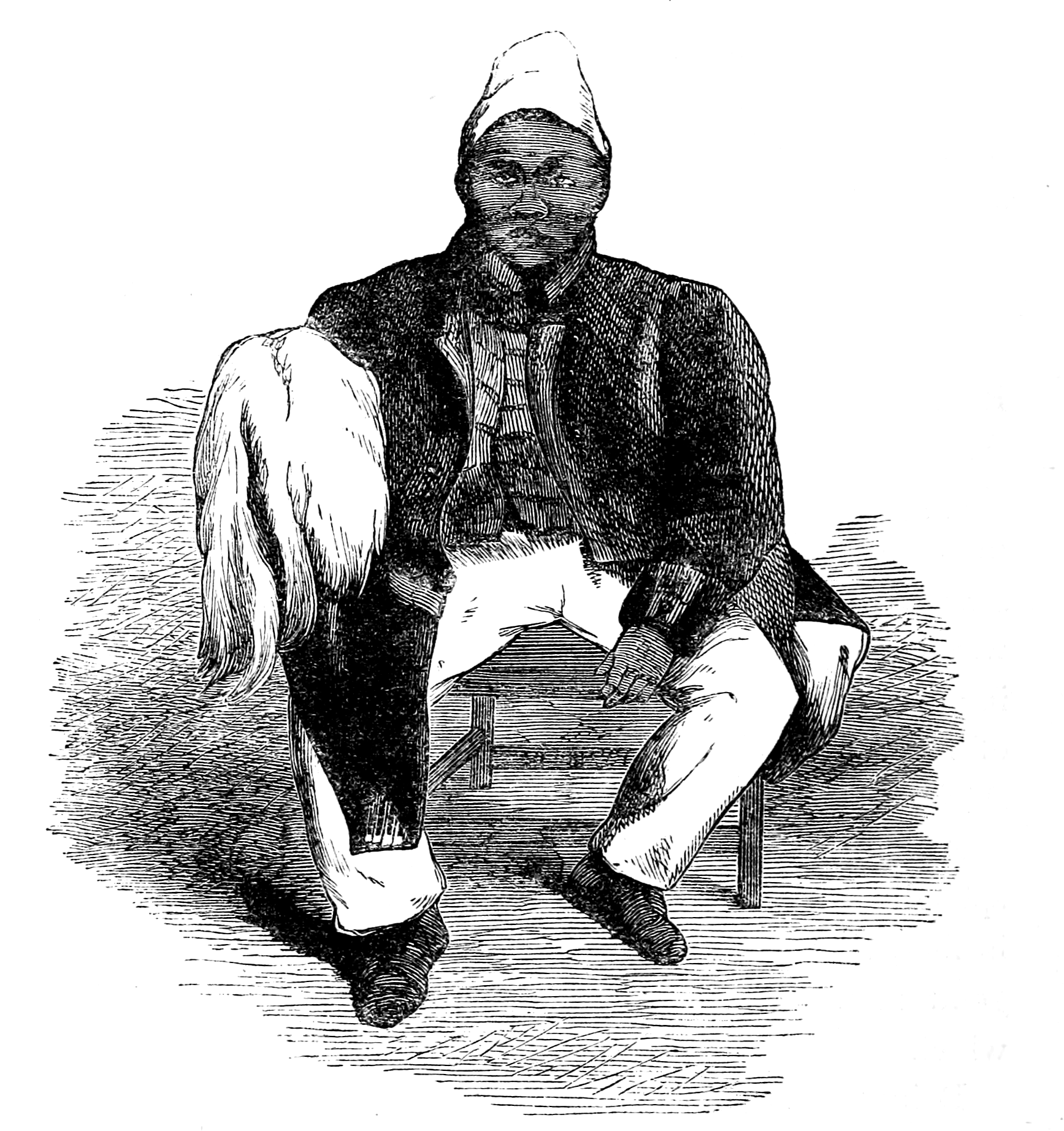
Jonker Afrikaner

Jonker Afrikaner, eigentlich ǀHara-mûb bzw. ǀHôa-ǀaramabKlicklaut (* 1790 in Tulbagh, Kapkolonie; † 18. August 1861 in Okahandja), war ein Stammesführer des 19. Jahrhunderts im heutigen Namibia. Er war Kaptein der Orlam-Afrikaner (ǃGû-ǃgôun oder auch Nauba-xu gye ǀki-khoen).

## Biografie
Jonker Afrikaner war der jüngste Sohn des Afrikaner-Kapteins Jager Afrikaner (ǀHôaǀarab). Als dieser an seinem Stammessitz in Warmbad (Südwest-Afrika) 1823 gestorben war, kam es im Streit um die Kapteinsnachfolge zu einer Stammesteilung. Der eine Teil der Afrikaner verblieb in Warmbad, während der andere Teil dem in der Tradition seines Vaters stehenden Jonker Afrikaner folgte.
In der Folgezeit führten die Afrikaner unter Führung von Jonker eine Vielzahl von Kriegen gegen jeden Stamm durch, der in ihre Reichweite kam. Dank ihrer Ausrüstung mit Feuerwaffen verliefen diese Überfälle durchweg erfolgreich und brachten dem Stamm beträchtlichen Zulauf. Dies wiederum vermehrte die Macht und den Ruhm des Jonker Afrikaner so sehr, dass er von Games, dem weiblichen Kaptein der „Roten Nation“ (Kaiǁkhaun Nama) in Hoachanas gebeten wurde, sie im Kampf gegen die nach Süden vordringenden, zahlenmäßig weit überlegenen Herero zu unterstützen. Jonker Afrikaner kam dieser Bitte nach und es gelang ihm, den Herero empfindliche Niederlagen zuzufügen und sie bis etwa auf die Höhe von Windhoek zurückzudrängen.
1840 ließ sich Jonker Afrikaner endgültig in Windhoek nieder und begründete hier, in unmittelbarer Nachbarschaft zu seinen Hauptgegnern, den Herero in Okahandja, seinen Stammessitz. Durch geschickte Verhandlungen, aber auch durch Beteiligung der Herero an seinen Rauberfolgen, erreichte Jonker Afrikaner 1842 einen Friedensschluss mit den beiden wichtigsten Hererohäuptlingen Tjamuaha und Kahitjene. Zur Festigung dieses Vertragsschlusses wurde vereinbart, dass die beiden Herero-Häuptlinge ihren Wohnsitz nach Windhoek verlegten und der Sohn von Tjamuaha, Maharero, zusammen mit dem etwa gleichaltrigen Neffen (oder Sohn?) von Jonker Afrikaner, Jan Jonker Afrikaner (ǀHaramumab), in Windhoek aufwuchs und beide schließlich unter dem Befehl von Jonker Afrikaner zu Unterhäuptlingen ernannt wurden. Diese gemeinsam verbrachte Jugendzeit begründete eine feste, die Fehden der beiden Stämme überdauernde Freundschaft zwischen Maharero und Jan Jonker Afrikaner (obwohl Maharero nach dem Tod Jonkers schließlich doch die Ursache für den Untergang der Afrikaner setzen sollte).
Durch den nicht immer freiwilligen Zuzug von Nama- und Damara-Stämmen und den Nachzug der am Oranje verbliebenen Afrikaner wuchs Windhoek (dieser Name 1844 zum ersten Mal nachgewiesen) zur unumstrittenen Machtzentrale des damaligen Südwest-Afrikas mit rund 30.000 Einwohnern (1843). Dennoch hörten die Machtkämpfe zwischen Afrikanern und Herero nicht auf, was zum Teil an dem gespannten Verhältnis der beiden Herero-Häuptlinge untereinander, zum Teil aber auch an der zunehmenden Zahl von Händlern in Windhoek lag: die Händler versorgten die Afrikaner reichlich mit Alkohol und Waffen und ließen sich dafür mit Rindern bezahlen. Da eigene Rinder aber bald nicht mehr in genügender Zahl vorhanden waren, wurden die Rinderherden der Herero – vor allem der „Ost-Herero“ (Mbanderu) und des reichen Häuptlings Kahitjene – geraubt. Die gegenseitigen Feindseligkeiten gipfelten in einem vernichtenden Überfall der Afrikaner auf die Herero im Jahre 1850 – dem sogenannten „Blutbad von Okahandja“. Weitere Raubzüge folgten; die Herero waren jedoch auf Grund der eigenen Zerstrittenheit nicht in der Lage, sich gegen die Überfälle der Afrikaner und der mit ihnen verbündeten Tjamuaha- und Maherero-Herero wirkungsvoll zur Wehr zu setzen.
Laut eines Berichts der Rheinischen Missionsgesellschaft von 1849 führte Jonker Afrikaner einen regelrechten „Vertilgungskrieg“ gegen die Herero.
Die Erfolge Jonker Afrikaners erregten den Neid und das Misstrauen derjenigen, die ihn einst für den Kampf gegen die Herero engagiert hatten – der „Roten Nation“ in Hoachanas. Deren neuer Oberkaptein Oasib (ǃNa-khomab) versuchte in mehreren Anläufen, die Vormachtstellung der Afrikaner einzudämmen. Dies misslang ihm allerdings gründlich, so dass sich Oasib schließlich am 9. Januar 1858 zum Friedensschluss von Hoachanas genötigt sah. Dieser Frieden markiert den Höhepunkt der Macht von Jonker Afrikaner und der von ihm geführten Afrikaner: die Herero hatten – soweit sie nicht mit Jonker Afrikaner verbündet waren oder ins Kaokoveld fliehen konnten – aufgehört zu existieren. Die Nama und die mit ihnen verbündeten übrigen Orlam-Stämme erkannten die Gebietsherrschaft des Jonker Afrikaner über das Hereroland an, das heißt über den gesamten Norden von Südwest-Afrika, und hatten sich auch bezüglich jedweder Streitigkeiten im Süden des Landes dem Spruch des Jonker Afrikaner unterworfen.

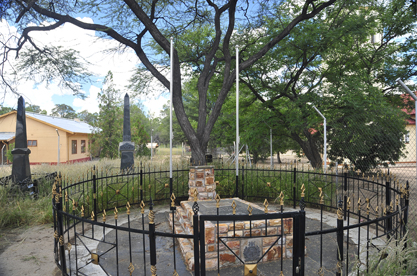
Grab des Jonker Afrikaner in Okahandja

Nach einem weiteren erfolgreichen Raubzug, dieses Mal gegen die Ovambo im Norden Südwest-Afrikas kehrte Jonker Afrikaner schwer erkrankt nach Windhoek zurück und ließ sich bei seinem ebenfalls erkrankten Herero-Häuptlingsfreund Tjamuaha in Okahandja nieder. Am 18. August 1861 starb Jonker Afrikaner, nachdem er seinen ältesten Sohn Christian Afrikaner (ǀHaragab) zu seinem Nachfolger ernannt hatte. Kurze Zeit danach verstarb auch Tjamuaha, dessen Nachfolger wurde Christian Jonkers Bruder Jan Jonker Afrikaner. Die schwere Pockenepidemie von 1855 bis 1860 ist mit ein Grund für den anschließenden Niedergang der Afrikaner.
Das Grab des Jonker Afrikaner befindet sich in Okahandja und gehört zu den Nationalen Denkmäler in Namibia.